# Betula glandulosa
Betula glandulosa — вид рослин родини березові (Betulaceae), поширений на півночі й північному заході Північної Америки. Етимологія: лат. glandulosa — «залозистий».

## Таксономічні примітки
Тісно пов'язаний з карликовою березою (Betula nana) й іноді трактується як його підвид B. nana subsp. glandulosa. Відрізняється від типового B. nana наявністю залозистих бородавок на пагонах і більш довгими листовими черешками. Виникають гібриди з кількома іншими березами.

## Опис
Багатостовбурний кущ до 1—3 м заввишки, часто формує щільні зарості. Кора темно-коричнева, гладка. Листові пластини переважно від зворотнояйцеподібних до приблизно круглих, з 2—6 парами бокових жилок, 0.5—3 × 1—2.5 см, основи від клиноподібних до округлих, краї округло-зубчасті, верхівка від тупої до заокругленої, поверхня нижня від гладкої до помірно опушеної, особливо вздовж основних жил. Плодоносні сережки є прямими, довжиною 1—2.5 см і шириною 5—12 мм. 2n=28(2x).

## Поширення
Північна Америка: Ґренландія, Канада, США. Населяє арктичну й альпійську тундру, кислі скелясті схили й пустки, рідкі торфові ґрунти, торф'яні болота, береги потоків, відкриті субальпійські вершини; 0—3400 м.

## Використання
Немає комерційного використання Betula glandulosa. Інуїти, в арктичній тундрі використовують цей вид для дров.

## Галерея

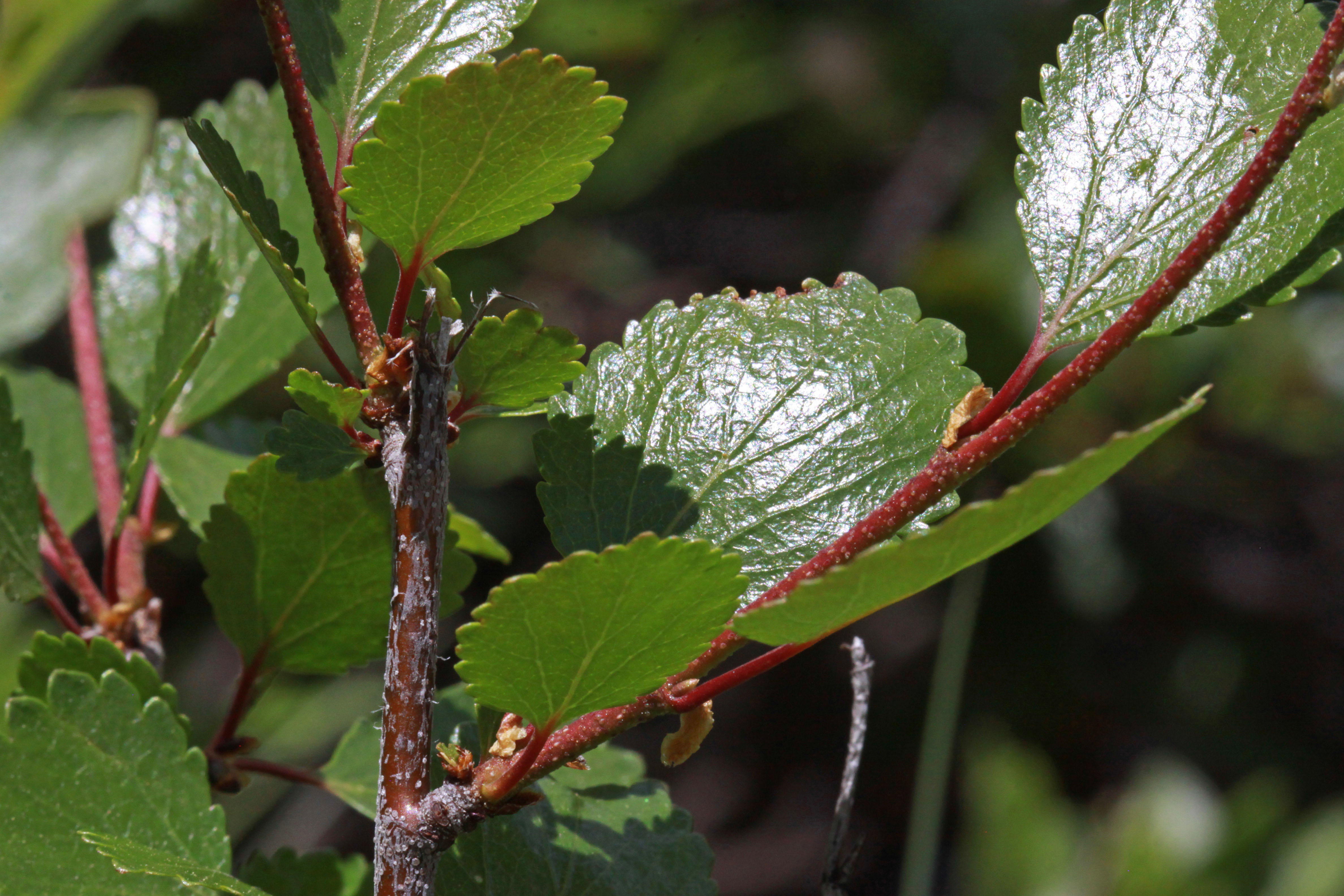
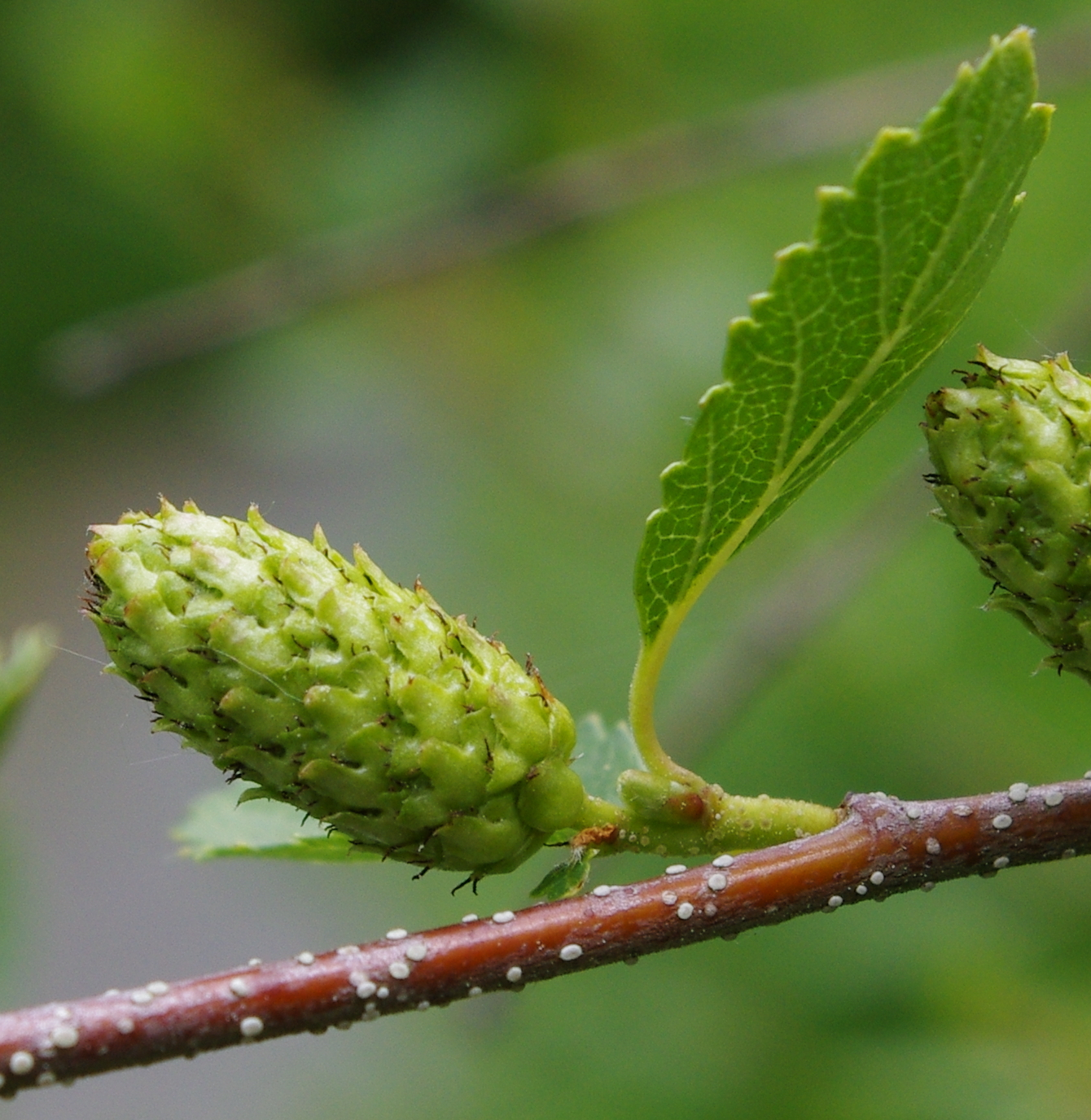
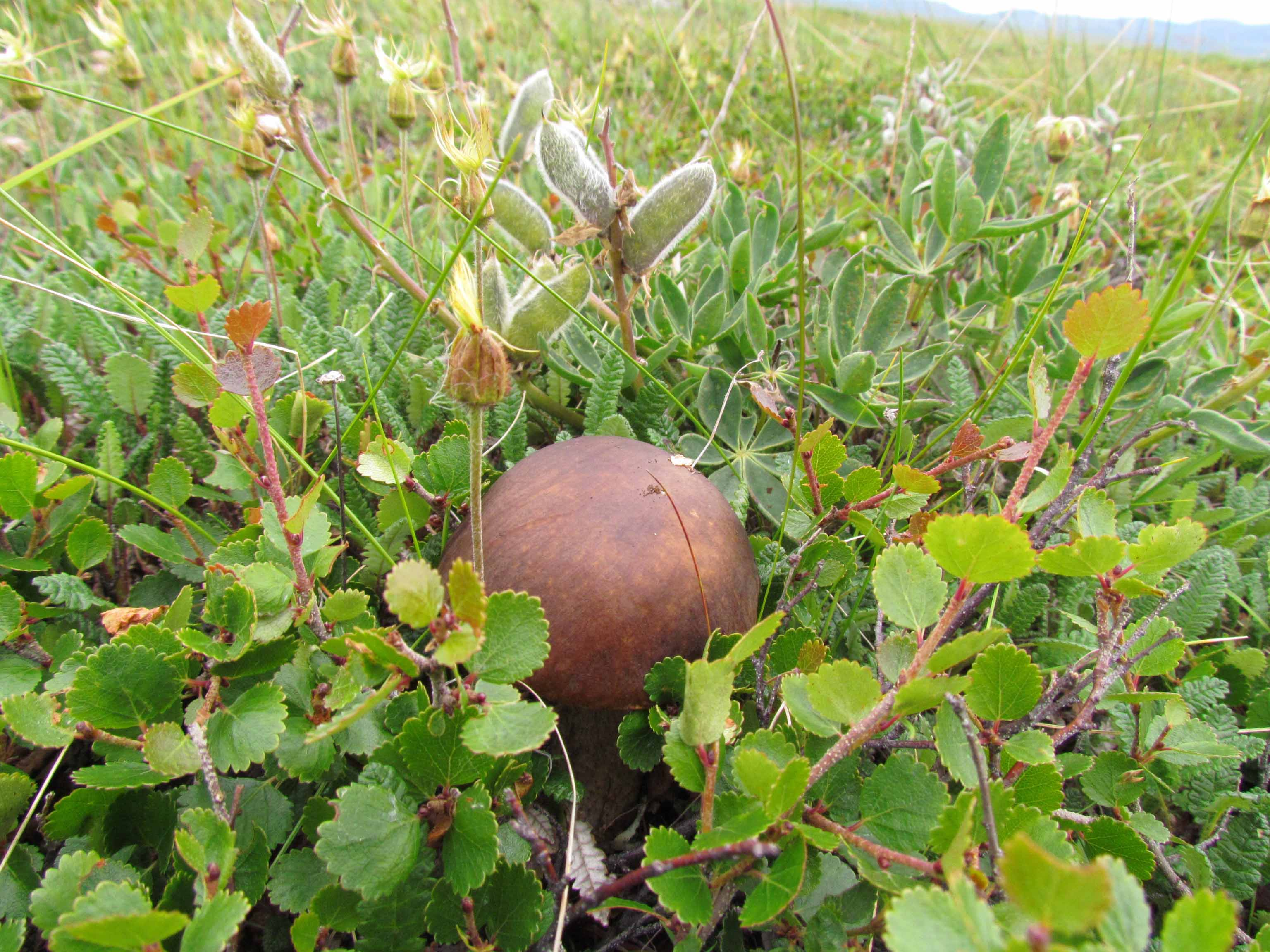